# Харпия (митология)
Вижте пояснителната страница за други значения на Харпия.
Харпиите („похитителки“) в древногръцката митология са богини на вихъра и смъртта. Живеели на Строфадите (островите на завръщането) в Егейско море. Харпиите са деца на морския бог Тавмант и океанидата Електра и са сестри на Ирида. Броят им варира от 2 до 5. Имената им са: Ела (Вихър), Елопа (Буреносен вихър), Подарга (Бързонога), Окипета (Бързата), Келено (Мрачната). Свързани са с мрака и разрушителната сила на вятъра. Първоначално били представяни като красиви крилати жени. Впоследствие добиват все по-зловещ облик.

## Харпиите в хералдиката
Харпия присъства в герба на Лихтенщайн, както и в този на град Нюрнберг и няколко други града.
Джон Гуилим (XVI век) разграничава 2 хералдически разновидности на харпиите. Едната изглежда: женско лице, тяло, крила и нокти на хищна птица, a другата – женско лице и тяло и птичи крила и нокти.

## Митология
Финей, цар на Тракия, имал дарбата да предсказва. Зевс, ядосан, че Финей разкрил твърде много, го наказал, като го пратил на остров с храна, която той не можел да яде. Харпиите винаги идвали и крадяли храната от ръката му, точно преди той да засити глада си. Това продължило до идването на Язон и аргонавтите. Бореадите Калаид и Зет, които също можели да летят, успели да изгонят харпиите надалече, но не ги убили поради молба на богинята на дъгата Ирида, която обещала, че Финей няма да бъде безпокоен от харпиите отново. Благодарен за помощта им, Финей казал на аргонавтите как да минат през Симплегадите.
Когато била преразказвана, към основната версия на този мит били добавени детайли, не открити в ранните версии: а именно, че харпиите не просто отнемали храната, но и я замърсявали така, че да бъде негодна за ядене. По-късно те били мислени за разпространители на мръсотия и болести, спечелили също и техния по-известен чудовищен вид. В тази форма те били изпълнители на наказания, които отвличали хора и ги измъчвали по пътя им към Тартар. Те били злобни, жестоки и буйни. Живеели на Строфадите, в Егейско море. В по-късните митове харпиите са представени като летящи старици с орлови нокти и ужасяващ дъх, които отвличат хората и ги изтезават по пътя им към Тартар. Били зли и жестоки.
Според Виргилий харпиите живеят в ада: „В това тясно преддверие се тълпят сенчести чудовища: тук Сцила двуглава и стада от кентаври обитават, тук бриари сторъки живеят и дракон лернейски стопява и съска, а Химера огнен враг застрашава, харпии стоят във великански кръг, други летят…“ Еней попаднал на харпиите на Строфадите, когато те нееднократно се намесили в пира, който троянците организирали. Келено ги проклела, казвайки, че троянците ще са толкова гладни, че ще изядат храната си, преди да стигнат края на пътуването си. Троянците избягали от страх.
Подарга и Зефир са родители на божествените коне на Ахил – Балий и Ксант.

## Харпиите в Средновековието
В „Божествена комедия“ на Данте, харпиите живеят в седмия кръг на ада:
„Когато душата, ожесточена, скъса

сама обвивката тяло,

Минос в нейната седма бездна ходи.

На нея не се дава точен предел;

Паднал в гората, като малко зърно,

Тя расте, където съдбата е повелила.

Зърното във фиданка и в дърво се превръща;

И харпии, хранещи се с неговите листа,

Болка създават и боли неговото око.“
Данте, „Божествена комедия“, „Ад“, песен 13
Средновековните моралисти използвали харпиите като символ на алчност, ненаситност и нечистоплътност, често ги обединявали с фуриите; затвърдило се схващането, че харпиите нападат заедно. Живописецът от XV век Джовани Белини в серии пана, илюстриращи седемте смъртни гряха, изобразил харпиите като алегорични фигури, олицетворяващи алчност, въздигнал ги на две златни кълба – златните ябълки от градините на Хесперидите.

## Хералдика
През Средновековието харпията, често наричана „девата орел“, станала популярна фигура в хералдиката, особено в Източна Фризия, видяна е и сред гербовете на Райтбург, Лихтенщайн и Цирксените.
В хералдиката фигурата на харпията означава „свиреп, когато е провокиран“, но може да бъде изтълкувана и като символ на порока и страстта (ако се подразбира победения враг).
Ето какъв символ в хералдиката приписал на харпията Джон Гуилим (XVI век). Той отделил две хералдически разновидности на харпии. Едната изглеждала така: женско лице, тяло, крила и нокти на хищна птица; в другата – женско лице и тяло и птичи крила и нокти. Гуилим говори за първия вед: “Харпията се представя лазурно с изправени крила и развяващи се коси. Или окована в броня. Такава броня има в църквата в Хантингон". Вергилий ги описва така: „От всички чудовища – ужани не; те са рожби на великия гняв, който Бог пратил на човешкия род от адските бездни; с лица на девойки е това творение, ненаситни, с остри лапи – ето такъв облик“.
Втория тип, пише Гуилим, е използван в герба на Нюрнберг и по-далече, а ако се позовем на Аптон, той заявява, че „харпиите следват хората по местата на страшните битки, за да могат те, като ги гледат на знамената, да се разкаят за глупостта на нападението си“.

## Теории за произхода
Р.Д. Бартнет предполага в „Древни ориенталски влияния върху Архаична Гърция“ – есе в „Егея и Близкия изток“, Сол С. Вайнберг (Локъст Вали, Ню Йорк, 1956) – че харпиите първоначално били преработени от орнаментите на бронзови котели от Урарту: “Те направили такова впечатление в Гърция, че изглежда дали растеж на типа сирена в архаичното гръцко изкуство и когато започнали да „пляскат“ по ръба на такива прекрасни съдове за готвене, очевидно дали растеж на познатата гръцка легенда за Финей и Харпиите, които са изобразявани така в гръцкото изкуство. Самото име на Финей, жертвата на техните преследвания, може би не е нищо друго, освен преправяне на името на цар на Урарту, Ишпиниш или Ушпина (около 820 пр.н.е.), който може би гръцките търговци свързвали с тези съдове.“ Други учени отбелязват, че тази теория е основана на идеята, че харпиите са птици чудовища с човешки глави, което не е истина в първоначалните митове.
В тяхната крилата човешка форма, харпиите не са различни от голям брой гръцки божества и като такива нямат нужда от специално обяснение за това какви трябва да бъдат. По-късната птича комбинирана форма, според някои автори, е объркване с ранно изображение на сирените като птици-жени.

## Видео игри
- в популярните компютърни серии „Heroes of Might ang Magic“ („Герои на мощта и магията“), харпиите и харпията старица са мощни същества, които героите могат да използват в армията си.
- подобни на харпии врагове имат няколко появи в „Diablo“ на Blizzard Entertainment.
- харпиите също така се появяват в „World of Warcraft“ („Светът на военния занаят“) на Blizzard Entertainment
- Харпии има и в Age of mythology, но там те не са нищо повече от беззащитни орли.
- Харпията (и Сестрите Харпии) са любимото чудовище на Маи Валънтайн от поредица игри базирани на популярните аниме и манга „Ю-Ги-О“ на компанията Конами.